# Cachaça
La cachaça (pron. [kaˈʃasɐ]) è un'acquavite, comune in Brasile, ottenuta dalla distillazione del succo di canna da zucchero. Nella preparazione della cachaça si utilizza solamente il succo della canna allo stato grezzo. Il succo opportunamente bollito, fermentato e distillato produce così l'acquavite finale.

## Dove si produce
La cachaça è prodotta in Brasile, dove è conosciuta con un'infinità di nomi diversi (più di 2000 nomi diversi e oltre 5000 marche) e vanta una produzione da primato nel paese, seconda nell'ambito degli alcolici solo alla produzione di birra.

## Come avviene la distillazione

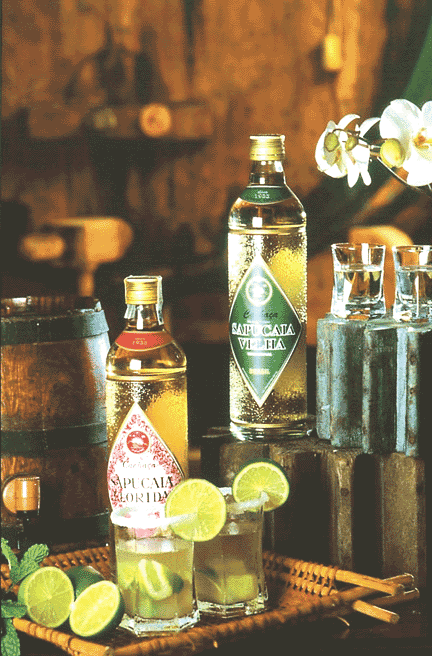
Caipirinha e bottiglie di cachaça

Per la sua produzione vengono utilizzate tecniche miste; per far fermentare il succo di canna da zucchero vengono utilizzati lieviti specifici. La distillazione della cachaça può essere sia continua sia discontinua. Dopo la distillazione la cachaça può essere a piacere fatta riposare in botti di legno. L'eventuale invecchiamento va dai due ai dodici anni e avviene normalmente in legno di quercia bianca brasiliana o in altre essenze tropicali di legni duri. Dalla distillazione, dalla quale si ricava un prodotto di gradazione che varia dai 68 ai 70 gradi alcolici, si riduce a circa 40° vol. prima di essere messa a dimora nelle botti di legno che variano da una capacità di 500 litri fino a 5.000 litri.

## Quando e come si beve
La cachaça può essere bevuta pura o usata come base per cocktail a base di frutta tropicale: note nei bar di tutto il mondo sono infatti la Caipirinha e la Batida.